# DemNet
A DemNet Demokratikus Jogok Fejlesztéséért Alapítvány  egy 1996 óta létező független, magyar civil szervezet. Víziója egy igazságosabb, egyenlőbb és fenntarthatóbb világ, amely az emberi jogok tiszteletben tartására épül.
A DemNet missziójában kijelölt céljai a következők:
- a fenntartható fejlődés előmozdítása
- a vagyoni egyenlőtlenségek csökkentése
- a globális szolidaritás és partnerség erősítése
- a nemek közötti egyenlőség előmozdítása
- az aktív, tudatos állampolgárság és a részvételi demokrácia előmozdítása
- a civil szféra megerősítése

## Tevékenységek

### Szakpolitikai munka
A DemNet az elsők között kezdett el foglalkozni nemzetközi fejlesztési együttműködéssel mint szakpolitikával Magyarországon, különös tekintettel a fejlesztésfinanszírozásra . Kiadványaival és kutatásaival a magyar (és közép-európai) szempontok megjelenítésére törekszik a nemzetközi fejlesztéspolitikai gondolkodásban, célja továbbá a nemzetközi színtéren szerzett tudás és tapasztalat becsatornázása a magyarországi fejlesztéspolitikai gondolkodásba.

### Szemléletformáló kampányok
A DemNet szemléletformáló főként a következő témákban végez kampánytevékenységet: globális kihívások, gazdasági, társadalmi és környezeti fenntarthatóság, részvételiség.

### Demokratikus részvételi folyamatok megvalósítása, támogatása
A DemNet elkötelezett támogatója és megvalósítója olyan részvételi folyamatoknak és módszereknek, melyek az állampolgárok demokratikus bevonását célozzák a politikai döntéshozatalba, különös tekintettel a közösségi gyűlésekre. A Fővárosi Önkormányzattal együttműködésben  a DemNet szervezte meg Budapest első közösségi gyűlését 2020 szeptemberében klímaváltozás témában.

### Nemzetközi projektek megvalósítása
A DemNet több mint két évtizede valósít meg kapacitásfejlesztési programokat a Balkán és a Kaukázus országaiban, helyi civil szervezetekkel együttműködésben.